# Knut Tarald Taraldsen
Knut Tarald Taraldsen (Oslo, 1948) è un linguista norvegese che lavora a Tromsø, in qualità di senior researcher del Center for Advanced Study in Theoretical Linguistics.

## Biografia
Il suo lavoro concerne prevalentemente le teorie sintattiche. 
Si distinse per importanti risultati raggiunti nello studio dei parasitic gaps. Si deve alla sua ricerca la generalizzazione di Taraldsen riguardante le correlazioni interlinguistiche tra soggetto sottinteso e concordanza verbo - soggetto, secondo la quale le lingue che ammettono soggetti nulli presentano una ricca morfologia verbale.

## Opere
- Knut Tarald Taraldsen, Parametric variation in phrase structure: a case study, University of Tromsø, Tromsø, 1983.
- Knut Tarald Taraldsen, On the nominative island condition, vacuous application and the that-trace filter, Indiana University Linguistics Club, Bloomington (Indiana - USA), 1980.